# Alycia Purrott
Alycia Purrott est une actrice canadienne née le 24 octobre 1983. Elle est connue pour son rôle Sydney « Syd » Drew (la Ranger Rose) dans Power Rangers : Space Patrol Delta.

## Filmographie
- 1999 : Destins croisés (série télévisée, 1 épisode) : Callie
- 2000 : Virtual Mom (téléfilm) : Tiffany
- 2000 : Jailbait (téléfilm) : Gynger.
- 2005 : Power Rangers : Super Police Delta (série télévisée) : Sydney « Syd » Drew / S.P.D. Ranger Rose (38 épisodes)
- 2006 : Black Christmas : Candy Striper
- 2007 : Supernatural (série télévisée) : Kendra (1 épisode)
- 2008 : La Passion de la glace (téléfilm) : Misha Pressel
- 2010 : The Cult (téléfilm) : Cindy